# Tatort: Gebrochene Herzen
Gebrochene Herzen ist ein Fernsehfilm aus der Krimireihe Tatort und wurde am 23. Juli 2006 auf Das Erste erstausgestrahlt. Es handelt sich dabei um die 10. Folge des Konstanzer Ermittlerteams Klara Blum (Eva Mattes) und Kai Perlmann.

## Handlung
Der wegen sexuellen Missbrauchs eines Mädchens inhaftierte Matthias Hecht wird von dem JVA-Beamten Neumann zur Beerdigung seines Vaters begleitet. Dieser hatte Suizid begangen. Auf dem Friedhof fällt ein Schuss, bei dem der Beamte getötet und Matthias Hecht schwer verletzt wird.
Die Ermittlungen beziehen sich auf das Umfeld des verletzten Hechts, da davon auszugehen ist, dass der Anschlag ihm galt und nicht dem Beamten. Dabei stellen die Kommissare schnell fest, was Matthias Hecht mit seiner Tat angerichtet hat. Seine Mutter und seine Schwester Christiane haben sich offensichtlich von ihm losgesagt, für die beiden ist er bereits bei der Ausübung seiner Tat gestorben. Auch das damalige Opfer Leonie König und ihre Mutter leben in Furcht vor ihm und können kein normales Leben führen.
Einzig Maria Eichhorn, eine Altenpflegerin, die ehrenamtlich die Inhaftierten der Justizvollzugsanstalt betreut, glaubt an seine Läuterung und hat sich mit dem Gefangenen sogar verlobt. Sie hatte auch versucht, ein Gespräch zwischen Leonie König und ihrem Verlobten zu arrangieren, damit sie sich aussprechen können. Sie überbringt dafür auch einen Brief des Inhaftierten.
Bei den Ermittlungen geraten Leonie und ihre Mutter bald unter Verdacht, etwas mit dem Mord an ihrem Peiniger zu tun zu haben. Auch Tochter und Mutter verdächtigen sich gegenseitig, trauen es sich jedoch nicht anzusprechen. Als Frau König ihre Tochter beobachtet, wie sie mit einem Spaten in den Büschen des Gartens verschwindet, sucht sie später danach und findet eine Pistole. Daraufhin ruft sie Maria Eichhorn an, und bittet sie, nun doch mit ihrer Tochter ans Krankenbett ihres Verlobten zu dürfen, um mit der Vergangenheit abschließen zu können. Dort angekommen zückt sie jedoch die Waffe und feuert zweimal auf das Bett.
Bei ihrer anschließenden Vernehmung gesteht Frau König den Mord auf dem Friedhof sowie den erneuten Mordversuch im Krankenhaus. Bei den Untersuchungen an der Waffe wird jedoch schnell klar, dass es sich bei den beiden Mordanschlägen um verschiedene Tatwaffen handelte und das Geständnis somit eine Lüge war. Es stellt sich heraus, dass Frau König dachte, ihre Tochter Leonie hätte auf dem Friedhof geschossen. Sie wollte somit die Schuld auf sich nehmen. Am Krankenbett hat sie absichtlich daneben geschossen, es sollte nur so wirken, als wollte sie ihn töten. Außerdem erfahren die Ermittler von dem Inhalt des Briefes an Leonie und davon, dass Maria Eichhorn von dem perversen Inhalt wusste. 
Blum und Perlmann wollen daraufhin Maria Eichhorn zur Rede stellen. Sie finden heraus, dass diese im Besitz einer Waffe ist, die bei ihrem Onkel im Altenheim deponiert war. Dieser, so scheint es, hat sich früher auch an seiner minderjährigen Nichte vergangen. Auf dem Friedhof finden sie sie, im Gespräch mit der Witwe des Beamten Neumanns. Dieser gesteht sie den Mord an ihrem Mann, beteuert aber, dass sie nicht ihn, sondern ihren Verlobten töten wollte, weil dieser sie nur ausnutzte, um wieder aus dem Gefängnis entlassen zu werden und sich wieder an Leonie ranmachen zu können. Daraufhin will sie sich erschießen, wird jedoch von Frau Neumann überwältigt.

## Hintergrund
Der Film beschäftigt sich sehr viel damit, dass Opfer ihren Peinigern versuchen sollen zu verzeihen, um wieder ein normales Leben weiterführen zu können. Dieses Motiv wiederholt sich sowohl bei Leonie König und Matthias Hecht wie bei Maria Eichhorn und ihrem Onkel und auch am Ende, als Maria Eichhorn Frau Neumann bittet, ihr den Mord an ihrem Mann zu verzeihen. Dabei wird auch Bezug auf den ersten Fall Blums genommen. In der Episode Schlaraffenland fällt Blums Mann einem Mord zum Opfer. Der Täter versucht mit ihr Kontakt aufzunehmen und sich mit ihr auszusprechen.
Der spätere Landesminister Manne Lucha bekleidet eine kleine Nebenrolle.

## Trivia
Für den Film kommt entgegen dem Drehbuch für die Tatwaffe "Mauser" nicht eine Kleinkaliberwaffe zum Einsatz, sondern es wird eine historische Parabellumpistole im Kaliber 9 × 19 mm verwendet. Dieses Modell verfügt über einen Kniegelenkverschluss, es wird eine leere Patronenhülse ausgeworfen.